# Nephelotus cristipennis
Nephelotus cristipennis là một loài bọ cánh cứng trong họ Cerambycidae.